# Дом учёных (Алма-Ата)
Дом учёных — здание в Алма-Ате, построенное для видных учёных Казахской ССР.

## История
Дом учёных был построен в 1950 году специально для элиты учёных Казахской ССР по проекту архитектора А.Б. Бобовича. Он расположен по улице  Жибек Жолы. Здание состоит из пяти двухквартирных секций, все квартиры пятикомнатные, всего в доме насчитывалось тридцать квартир. Строительство велось силами пленных японских военнослужащих Квантунской армии.

## Архитектура
Дом учёных представляет собой уникальный образец жилого здания послевоенного периода. Это трёхэтажное «П»—образное в плане сооружение на высоком стилобате сконструировано из пяти равновеликих, призматических объемов. Подобное решение обусловлено высокой сейсмичностью района. Главный фасад акцентирован ризалитом. Основной мотив композиции фасадов — повторяющиеся в различных вариациях и масштабе элементы декора классической архитектуры. Здание венчает массивный карниз сложного профиля.
Первый этаж здания обработан серой штукатуркой с имитацией рваного камня под «руст» и предназначен для торговых магазинов. Планировочная система жилых этажей — секционная из шести комнатных квартир, по 2 квартиры на этаж..

## Статус памятника
10 ноября 2010 года был утверждён новый Государственный список памятников истории и культуры местного значения города Алматы, одновременно с которым все предыдущие решения по этому поводу были признаны утратившими силу. В этом Постановлении был сохранён статус памятника местного значения здания дома учёных. Границы охранных зон были утверждены в 2014 году.